# 台灣達
台灣達☆（日語:タイワンダ☆，英語:Taiwander☆），為日本民間組織「台灣聲援會」（台湾を応援する会）為感謝台灣於東日本大震災中對日本的協助，所替台灣設計的非官方地區吉祥物。

## 角色設定
台灣達的外型設計以以台灣島形狀為概念，頭上並以台灣盛產的香蕉、蝴蝶蘭和椰子樹作為點綴。
目前台灣達已在網路上推出角色相關漫畫及主題曲，而台灣達台灣後援會臉書粉絲團將在2014年4月推出台灣達的LINE免費貼圖，並與交通部觀光局的台灣觀光吉祥物「喔熊」展开合作活动。

## 外部連結
- （日語）台灣達官方網站 （页面存档备份，存于）
- （日語）『台灣聲援會』Facebook粉絲專頁 （页面存档备份，存于）
- （日語）『台灣聲援會』官方Twitter （页面存档备份，存于）
- （日語）『台灣聲援會』Youtube官方頻道 （页面存档备份，存于）
- 感謝台灣日本設計吉祥物「台灣達」 - 自由電子報
- 日本感恩延續 「台灣達」活起來 （页面存档备份，存于）

- 「台灣達」返鄉參加路跑　本週六先辦3場粉絲見面會 - ettoday東森旅遊雲 （页面存档备份，存于）
- 創台灣達不只為道謝！台灣聲援會：一直想為台灣做點事 - ettoday東森旅遊雲 （页面存档备份，存于）
- 「台灣達」談台灣印象：最愛炸雞腿便當 - ettoday東森旅遊雲 （页面存档备份，存于）
- 超可愛！「台灣達」現身台北街頭　搭小黃趕攤 - ettoday東森旅遊雲 （页面存档备份，存于）